# Farm Radio International
Farm Radio International, o Radios Rurales Internationales (nombre oficial en francés), es una organización canadiense sin ánimo de lucro que pretende mejorar la seguridad alimentaria y los métodos agrícolas de pequeños granjeros en los países de África.

## Historia
La organización la funda el periodista de la radio CBC George Atkins, en 1979 con el nombre Developing Countries Farm Radio Network (DCFRN). Durante un viaje a Zambia en 1975, se da cuenta de que no existe información sobre técnicas agrícolas sencillas entre los granjeros africanos y cuatro años más tarde consigue crear la radio.
En 2008 la organización cambia su nombre a Farm Radio International.

## Trabajo
La radio cuenta con el trabajo diario de su directiva en Ottawa, pero también tiene personal en varios países de África. A través de la World University Service of Canada, su organización social, ha recibido, en 2007, 4 millones de dólares de la Fundación Bill y Melinda Gates, "para mejorar, con el impacto de las emisiones de radio, la seguridad alimentaria en África" La Agencia Internacional Canadiense de Desarrollo, (Canadian International Development Agency, CIDA) es el segundo donante en importancia en el trabajo de la radio.